# داستان‌های شهوت ۲
داستان‌های شهوت ۲ یا داستان‌های هوس ۲ (به انگلیسی: Lust Stories 2) فیلمی هندی محصول سال ۲۰۲۳ و به کارگردانی آر. بالکی و کونکونا سن شارما و آمیت شارما و سوجوی گوش است. در این فیلم بازیگرانی همچون کاجول، مرونال تاکور، کوماند میشرا، انگاد بدی، آمروتا سوبهاش، نینا گوپتا، تمنا باتیا، تیلوتاما شوما، ویجی وارما، موکتی موهان و جوگال هانسراج ایفای نقش کرده‌اند.